# Прослушивание
Прослу́шивание — конкурс для претендентов на участие в творческих проектах или поступление в театральные и музыкальные учебные заведения. Прослушивание проходят исполнители: музыканты, певцы, танцоры, актёры. Как правило, прослушивание включает в себя выступления исполнителя с помощью ранее запомненного и отрепетированного сольного произведения или исполнения произведения, переданного исполнителю на прослушивании или незадолго до этого. В некоторых случаях, например, с моделью или акробатом, человека могут попросить продемонстрировать ряд профессиональных навыков. Актёров могут попросить представить монолог. Певцы исполняют популярные песни, классические арии и др. Танцор представляет программу в определённом стиле, например, балет, чечетку или хип-хоп, или показывает свою способность быстро выучить хореографический танец.

## Прослушивание при поступлении в учебное заведение
Для поступления в театральное или кинематографическое училище на актёрские отделения абитуриент должен продемонстрировать уровень художественного таланта и умение держаться на сцене. При этом на прослушивании абитуриент испытывает сильное психологическое давление, поскольку выступать приходится перед комиссией преподавателей, и часто — в присутствии допущенных в аудиторию зрителей. По этим причинам абитуриент может не показать свои действительные способности или остаться незамеченным.
Для певцов основным является вокальный конкурс, который также может использоваться для актёрских специальностей. Вокальное прослушивание требует дополнительной подготовки: как правило, пение сопровождается аккомпанементом, поэтому абитуриенту желательно провести краткую репетицию с концертмейстером. Помимо этого для подготовки голоса требуется предварительная распевка.

## Профессиональное прослушивание
Прослушивание профессиональных исполнителей может проводиться в двух целях:
- для участия в конкретном проекте (пробы, кастинг);
- при поступлении в постоянную труппу творческой организации.

При проведении профессионального прослушивания, как правило, указывается более узкая специализация исполнителя, который требуется для проекта или организации. Могут предъявляться дополнительные требования, например, обязательное наличие профессиональной подготовки или возрастные ограничения.
Помимо представителей мира искусства, прослушивание могут проходить, например, модели.

## Шоу талантов
В начале XXI века прослушивания стали основой для телевизионных передач. Хотя различные конкурсы талантов известны на протяжении всего XX века и даже ранее, формат новых телепередач предполагает не только определение лучшего исполнителя, но и заключение с ним профессионального контракта, что полностью отождествляет подобный тип шоу с прослушиванием. Примерами подобных телепередач могут служить American Idol и «Фабрика звёзд», обе появившиеся в эфире в 2002 году.